# あなたとよしえ
『あなたとよしえ』は1961年5月3日から1962年5月30日まで、日本テレビ系列で放送された音楽バラエティ番組である。水谷良重（現・2代目水谷八重子）の冠番組。資生堂の一社提供で、「花椿ショウ」（はなつばきしょう）の冠タイトルが付けられていた。放送時間は毎週水曜 19:00 - 19:30 (JST) 。カラー放送。

## 概要
日本テレビ系列で放送されていた『光子の窓』・『スタジオNo.1』に続く資生堂 一社提供ミュージカルバラエティの第3弾で、前2番組の基本を踏襲していた。
ただし、本番組は20歳前後の若い女性層をターゲットにしたロマンチックな趣向のバラエティで新機軸の番組を目指していたという点が異なる（参考：1961年5月3日付の「読売新聞」ラ・テ欄）。『光子の窓』以来、久々に中心人物を据えて制作した。
資生堂 一社提供ミュージカルバラエティ初のゴールデンタイム進出を果たしたが、番組は1年余りで終了。『光子の窓』の放送開始以来、4年間続いたミュージカルバラエティは、本番組の最終回をもって幕を下ろした。
番組終了後、資生堂は日曜19:00枠で放送されていたドラマ『ママちょっと来て』の提供スポンサーに付き、以後は1964年8月まで『ホラ、しあわせが』『資生堂青春アワー』を放送した。

## 出演者
水谷以外は全員『スタジオNo.1』からの継続出演者。
- 水谷良重（現・2代目水谷八重子）[1]
- 藤村有弘
- 南利明
- 伊藤素道とリリオリズムエアーズ
- スタジオNo.1ダンサーズ ほか

## スタッフ
- プロデューサー・演出：井原高忠[1]